# Alioranus distinctus
Alioranus distinctus är en spindelart som beskrevs av Lodovico di Caporiacco 1935. Alioranus distinctus ingår i släktet Alioranus och familjen täckvävarspindlar. Inga underarter finns listade i Catalogue of Life.